# Khadgam
Khadgam (« Épée ») est un film en télougou réalisé par Krishna Vamshi et sorti le 29 novembre 2002. Il met à l'affiche Ravi Teja, Srikanth, Prakash Raj, Sangeetha Krish, Sonali Bendre et Kim Sharma. La musique a été composée par Devi Sri Prasad. Jyothika fut le premier choix pour le rôle de Sonali Bender. Les paroles ont été écrites par Sirivennela Sitaramasastri, Suddala Ashok Teja et Shakti. La chanson Nuvvu Nuvvu fut un succès radiophonique.

## Synopsis
Koti (Ravi Teja) est un acteur débutant. Il veut se faire appeler « Babu ». Amjad (Prakash Raj) est chauffeur et musulman dévoué et également, un Indien patriotique. Son jeune frère Azhar est manquant depuis une année.
Les policiers de Hyderabad ont arrêté un terroriste de l'ISI, Masood. Dans un complot pour le faire libérer, les autorités pakistanaises entraînent Azhar, frère d'Amjad, et l'envoient à Hyderabad afin qu'il fomente des émeutes et crée une tension au sein de la communauté. Azhar se rend à Hyderabad et demeure avec son frère Amjad. Il commence secrètement à diviser la communauté afin d’exécuter le plan pour libérer Masood.
Radha Krishna (Srikanth) est un officier de police sincère et efficace. Pour des raisons qui lui sont propres, il hait le Pakistan. Son amoureuse, Swathy (Sonali Bendre), fut tué par les forces de l'ISI. La suite de l'histoire dévoile comment les trois protagonistes préviennent Masood de fuir le Pakistan.

## Distribution
- Ravi Teja : Koti
- Srikanth : Radhakhrisna
- Uttej : l'ami de Koti
- Prakesh Raj : Amjad
- Sonali Bendre : Swathi
- Kim Sharma : Pooja
- Sangeetha : Seethamahalakshmi
- Pavala Syamala : la mère de Seethamahalakshmi
- M. S. Narayana
- Ahuti Prasad : le père de Swathi
- Shafi : Azhar
- Vasu
- Subba Raju
- Brahmaji : le capitaine

## Distinctions
Le film a remporté de nombreuses distinctions :
| Année | Nomination/Travaux   | Distinction                                                                          | Résultat   |
| ----- | -------------------- | ------------------------------------------------------------------------------------ | ---------- |
| 2002  | Sunkara Madhu Murali | Prix Sarojini Devi du meilleur film - Intégration national et harmonie communautaire | Victorieux |
| 2002  | Krishna Vamsi        | Prix Nandi - Meilleure direction                                                     | Victorieux |
| 2002  | Prakash Raj          | Prix Nandi - Meilleur acteur de support                                              | Victorieux |
| 2002  | P. Ranga Rao         | Prix Nandi - Meilleur directeur artistique                                           | Victorieux |
| 2002  | Kishore              | Prix Nandi - Meilleur maquilleur                                                     | Victorieux |
| 2002  | Ravi Teja            | Prix Nandi - Prix spécial du jury                                                    | Victorieux |
| 2002  | Krishna Vamsi        | Prix Nandi - Meilleur directeur - Telegu                                             | Victorieux |
| 2002  | Sangeetha            | Prix Nandi - Meilleure actrice de support - Telegu                                   | Victorieux |
| 2002  | Shafi                | Prix Nandi - Meilleur protagoniste - Telegu                                          | Victorieux |